# Mads Torry
Mads Torry Lindeneg (født 13. maj 1986) er en dansk forhenværende professionel fodboldspiller (angriber), som senest spillede i Vanløse IF. Han tiltrådte i juli 2013 en stilling som sportsdirektør i samme klub. Torry var kendetegnet ved en karakteristisk spillestil, hvor han i høj grad gjorde brug af sin enorme fysik og styrke til at muskle sig igennem diverse forsvarsspillere.
Torry havde sin ungdomsår i Vanløse IF og KB, men kom i 2006 til Vejle Boldklub. Efter at have været omkring Ølstykke FC og Hvidovre IF, kom han i sommeren 2008 til Boldklubberne Glostrup Albertslund. Han har spillet på U16-, U17-, U18- og U19-landsholdet, og har sammenlagt scoret 10 mål i 36 kampe.